# 渡辺秀樹
渡辺 秀樹（わたなべ ひでき、1948年12月26日 - ）は、日本の家族社会学者、慶應義塾大学名誉教授、帝京大学教授。

## 来歴
新潟県糸魚川市出身。1967年新潟県立糸魚川高等学校卒業、1968年東京大学理科二類入学、1972年東京大学教育学部教育学科教育社会学コース卒業、1978年東京大学大学院教育学研究科博士課程単位取得満期退学、東京大学文学部社会学科助手、1983年電気通信大学助教授、1990年慶應義塾大学文学部助教授、1995年教授。2014年定年退任、名誉教授、帝京大学文学部教授。2010-13年日本家族社会学会会長。日本学術会議連携会員。

## 著書
- 『モデル構成から家族社会学へ』慶應義塾大学三田哲学会 2014年3月 ISBN 978-4766421224

### 共編著・監修
- 『家族と地域の社会学』青井和夫ほか（編）、東京大学出版会、1980年5月。全国書誌番号:80027684、NCID BN00612501。
- 『日本のシンクタンク』東京大学新聞研究所（編）、東京大学出版会、1985年3月。ISBN 4130510843
- 『現代家族論 : 社会学からのアプローチ』正岡寛司ほか（編）、有斐閣〈有斐閣大学双書〉、1988年7月。ISBN 4641093660
- 『家族社会学入門 家族研究の理論と技法』野々山久也共編著 文化書房博文社 社会学研究シリーズ 理論と技法 1999年2月 ISBN 4830108681
- 『変容する家族と子ども 家族は子どもにとっての資源か』編 教育出版 シリーズ子どもと教育の社会学 1999年8月 ISBN 4316347802
- 『講座社会学 家族』目黒依子共編 東京大学出版会 1999年12月 ISBN 4130551027
- 『現代家族の構造と変容 全国家族調査「NFRJ98」による計量分析』稲葉昭英,嶋崎尚子共編 東京大学出版会 2004年1月 ISBN 4130560581
- 『現代日本の社会意識 家族・子ども・ジェンダー』編 慶應義塾大学出版会 叢書21COE-CCC多文化世界における市民意識の動態 2005年3月 ISBN 4766411404
- 『多文化多世代交差世界における市民意識の形成』有末賢共編 慶應義塾大学出版会 叢書21COE-CCC多文化世界における市民意識の動態 2008年1月 ISBN 9784766414646
- 『戦後家族社会学文献選集』全20巻 池岡義孝共監修 日本図書センター 2008年4月 - 2009年4月 NCID BA86070772
- 『国際比較にみる世界の家族と子育て』牧野カツコ,舩橋惠子,中野洋恵共編著 ミネルヴァ書房 2010年4月 ISBN 978-4623056897
- 『いま、この日本の家族 絆のゆくえ』岩上真珠,鈴木岩弓,森謙二共著 弘文堂 2010年5月 ISBN 978-4335551345
- 『二極化する若者と自立支援 : 「若者問題」への接近』宮本みち子ほか（編著）、明石書店、2011年11月。ISBN 978-4750334936
- 『揺らぐ男性のジェンダー意識 : 仕事・家族・介護』新曜社、2012年7月。ISBN 978-4788512894
- 『勉強と居場所 学校と家族の日韓比較』金鉉哲,松田茂樹,竹ノ下弘久共編 勁草書房 2013年9月 ISBN 978-4326250936
- 『越境する家族社会学』竹ノ下弘久共編著 学文社 2014年2月 ISBN 978-4762024320